# Haimatochare
Haimatochare ist eine kurze Briefnovelle von E. T. A. Hoffmann, die im Frühjahr 1819 entstand und im Frühsommer desselben Jahres in „Der Freimüthige oder Unterhaltungsblatt für gebildete, unbefangene Leser“ bei Adolf Martin Schlesinger in Berlin herauskam. In der Werkausgabe des Autors erschien der Text 1839.
Diese bittere Satire thematisiert dem Prioritätsstreit zweier Naturwissenschaftler. Haimatochare – übersetzt etwa: „Freude am Blut“ – wurde eine auf Hawaii neu entdeckte Spezies, genauer: eine Laus – benannt.

## Inhalt
In fünfzehn von E. T. A. Hoffmann erfundenen Briefen wird die Geschichte des Duell-Todes der beiden anfangs befreundeten ehrgeizigen britischen Naturforscher J. Menzies und A. Brougthon erzählt. Ort der Handlung ist die Insel O-Wahu. Eigentlich will Menzies nach Sonnenuntergang einen sehr seltenen Schmetterling fangen. Das scheue Insekt flattert in den Wald. Menzies gerät auf der vergeblichen Jagd ins Unterholz. Ein „Säuseln und Rauschen wie mit zärtlichen Liebesworten“ spricht ihn an. Der Forscher findet „die niedlichste, schönste, lieblichste Insulanerin“ „- auf dem bunten Teppiche glänzender Taubenflügel“ liegend. Dieser im 4. Brief, also am Textanfang, mitgeteilte glückliche Fund, lässt den unbekümmerten Leser vermuten, eine bildschöne Eingeborene sei dem Jäger ins Netz gegangen. In solchem Glauben wird der Leser über die ganze Erzählung hinweg während des eskalierenden Streits der beiden Kampfhähne belassen. Erst am Textende, also im 13. Brief, ergibt sich, Brougthon hatte eine Taube geschossen. Auf deren Flügel hatte Menzies das Streitobjekt, eine Laus, entdeckt.
Auf Anordnung des Gouverneurs von Neu-Süd-Wales in Port Jackson wird für das winzige Insekt nach dem gewaltsamen Ableben der beiden Forscher eine feierliche Seebestattung im Beisein des hawaiischen Königspaares durchgeführt. Die Trauer sowohl der Matrosen als auch der Eingeborenen ist echt. Königin Kahumanu, sie hatte Menzies – allerdings einseitig – geliebt, bohrt sich vor lauter Trauer „einen großen Haifischzahn in den Hintern... und leidet von der Wunde noch große Schmerzen“.

## Rezeption
- Die Anregung und Details zu der Erzählung verdankt Hoffmann Adelbert von Chamisso, der während seiner Weltumsegelung die Hawaiʻi aufgesucht hatte.[4] Chamisso machte E. T. A. Hoffmann am 28. Februar 1819 sogar einen schriftlichen Vorschlag zur Ausführung der „Geschichte von der Laus“.[5]
- Etliche nützliche Hinweise finden sich bei Steinecke[6]. Im Oktober 1818 war Chamisso von seiner Schiffsreise um die Welt zurückgekehrt. Am 28. Februar 1819 schrieb E. T. A. Hoffmann an Chamisso: „Der Name des Insekts wäre herrlich, wenn er für den Namen eines Mädchens, einer SüdseeInsulanerin gehalten werden könnte...“.[7] E. T. A. Hoffmann habe von Chamissos Beschreibung der Sitten und Gebräuche auf der Pazifik-Insel profitiert. Die Namen Menzies und Brougthon fänden sich tatsächlich unter den Teilnehmern an Expeditionen, die mit Forschern an Bord auf Hawaiʻi gelandet wären (Cook 1778 und Vancouver 1792–1794[8]). Der Text sei die einzige Prosaarbeit der Europäer über Hawaiʻi aus der Zeit von 1778 bis 1820.[9]

### Verwendete Ausgabe
- E. T. A. Hoffmann: Haimatochare S. 666–680 in: Hartmut Steinecke (Hrsg.): E. T. A. Hoffmann: Nachtstücke. Klein Zaches. Prinzessin Brambilla. Werke 1816–1820. Deutscher Klassiker Verlag im Taschenbuch. Bd. 36. Frankfurt am Main 2009, ISBN 978-3-618-68036-9 (entspricht: Bd. 3 in: Hartmut Steinecke (Hrsg.): „E. T. A. Hoffmann: Sämtliche Werke in sieben Bänden“, Frankfurt am Main 1985)

### Sekundärliteratur
- Peter von Matt: Die Augen der Automaten. E. T. A. Hoffmanns Imaginationslehre als Prinzip seiner Erzählkunst. Max Niemeyer Verlag, Tübingen 1971, ISBN 3-484-18018-8.
- Gerhard R. Kaiser: E. T. A. Hoffmann. Metzler, Stuttgart 1988, ISBN 3-476-10243-2. (Sammlung Metzler; 243; Realien zur Literatur)
- Bettina Schäfer: Haimatochare. S. 225–230 in: Detlef Kremer (Hrsg.): E. T. A. Hoffmann. Leben – Werk – Wirkung. Walter de Gruyter, Berlin 2009, ISBN 978-3-11-018382-5.
- Dirk Sangmeister: Das Feenland der Phantasie. Die Südsee in der deutschen Literatur zwischen 1780 und 1820. In: Horst Dippel u. Helmut Scheuer (Hrsg.): Georg Forster Studien II. Berlin: Berlin Verlag Arno Spitz 1998, S. 135–176.
- Axel Dunker: Die schöne Insulanerin. Kolonialismus in E.T.A. Hoffmanns Südsee-Erzählung „Haimatochare“. In: Deutsche Vierteljahrsschrift für Literaturwissenschaft und Geistesgeschichte 76 (2002), H. 3, S. 386–402.